# Sulawesi-Kuskus
Der Sulawesi-Kuskus (Strigocuscus celebensis) ist ein Beuteltier in der Familie der Kletterbeutler, das mit zwei Unterarten auf der indonesischen Insel Sulawesi vorkommt. Die Nominatform, S. c. celebensis, lebt im Zentrum Sulawesis, sowie auf der südöstlichen und auf der südwestlichen Halbinsel und auf der Insel Muna, S. c. feileri kommt auf der nördlichen Halbinsel vor.

## Merkmale
Sulawesi-Kuskus erreichen eine Kopf-Rumpf-Länge von etwa 30 bis 38 cm, der Schwanz ist 31 bis 37 cm lang und die Tiere können ein Gewicht von 0,5 bis 1 kg erreichen. Damit sind die Tiere die kleinsten Kletterbeutler. Das weiche, wollige Fell ist auf dem Rücken graubraun, ohne Rückenstreifen, und auf der Bauchseite weißlich. Der Kopf ist klein, die Schnauze ist kurz. Im Oberkiefer trennt ein deutliches Diastema die Schneidezähne von den Eckzähnen.

## Lebensraum und Lebensweise
Der Sulawesi-Kuskus kommt in Primär- und Sekundärwäldern bis in Höhen von 2000 m ü. NN vor. Er ist nachtaktiv und vor allem baumbewohnend (arboreal). Er ernährt sich vor allem von Früchten. Außerdem werden unter anderem Vogeleier verspeist. Oft werden die Tiere paarweise gesehen. Über das Fortpflanzungsverhalten und das übrige Verhalten ist kaum etwas bekannt. Sulawesi-Kuskus werden unter anderem vom Sulawesi-Roller (Macrogalidia musschenbroekii) erbeutet.

## Status
Die IUCN schätzt den Bestand des Sulawesi-Kuskus als gefährdet (Vulnerable) ein. Die Art ist vor allem durch Waldrodungen bedroht. Indonesien hat die Art unter Naturschutz gestellt. Ob sie auch in Schutzgebieten vorkommt, ist nicht bekannt.

## Belege
1. 1 2 3 4  Kristofer Helgen & Stephen Jackson: Family Phalangeridae (Cuscuses, Brush-tailed Possums and Scaly-tailed Possum). Seite 486 in Don E. Wilson, Russell A. Mittermeier: Handbook of the Mammals of the World – Volume 5. Monotremes and Marsupials. Lynx Editions, 2015, ISBN 978-84-96553-99-6.
2. ↑  Strigocuscus celebensis in der Roten Liste gefährdeter Arten der IUCN 2008. Eingestellt von: Helgen, K., Aplin, K., Dickman, C. & Salas, L., 2008. Abgerufen am 22. August 2018.